# Карл-Гайнц Фельдкамп
Карл-Гайнц Фельдкамп (нім. Karl-Heinz Feldkamp, нар. 2 червня 1934, Ессен) — німецький футболіст, що грав на позиції півзахисника. По завершенні ігрової кар'єри — тренер.

## Ігрова кар'єра
У дорослому футболі дебютував 1952 року виступами за команду клубу «Рот Вайс» (Обергаузен), кольори якої і захищав протягом усієї своєї кар'єри гравця, що тривала цілих шістнадцять років. Більшість часу, проведеного у складі «Рот Вайс», був основним гравцем команди, зігравши у 316 матчах Регіоналліги Захід, другого на той момент дивізіону ФРН, забивши там 42 голи.

## Кар'єра тренера
Перед сезоном 1972/73 очолив клуб «Ваттеншайд 09», з яким працював у другому за рівнем дивізіоні ФРН до 14-го туру сезону 1975/76, після чого покинув клуб і до кінця сезону очолював «Гютерслог».
1976 року став головним тренером команди Другої Бундесліги «Армінія» (Білефельд) і тренував білефельдський клуб два роки.
Перед сезоном 1978/79 очолив тренерський штаб вищолігового клубу «Кайзерслаутерн». Як тренер дебютував у Бундеслізі 12 серпня 1978 року в матчі проти «Штутгарту», перемігши 5:1. Під керівництвом Фельдкампа клуб двічі займав третє місце в Бундеслізі, а у сезоні 1978/79 також став з командою осіннім чемпіоном). Крім цього 1981 року Карл-Гайнц вивів «Кайзерслаутерн» у фінал Кубка ФРН (1:3 проти «Айнтрахта»). Наступного року став з командою півфіналістом Кубка УЄФА 1981/82, а також став четвертим у чемпіонаті, після чого покинув посаду.
У сезоні 1982/83 Фельдкамп очолював «Боруссію» (Дортмунд), після чого повернувся до роботи з «Армінією» (Білефельд), де також попрацював лише один сезон.
1984 року прийняв пропозицію попрацювати у клубі «Баєр Юрдінген», з яким у першому ж сезоні виграв Кубок Німеччини 1984/85, здолавши у фіналі «Баварію» (2:1). Завдяки цьому успіху команда вперше в історії стала учасником єврокубків, зігравши у Кубку кубків 1985/86, де дійшла до півфіналу. При цьому в чвертьфіналі «Юрдінген» пройшов ідеологічного суперника «Динамо» з Дрездена. У першій грі підопічні Фельдкампа програли 0:2, а в другій після першого тайму програвали 1:3, втім у другому таймі переломили хід зустрічі, забили 6 м'ячів і виграли 7:3, а матч увійшов в історію як Чудо Гротенбурга. У сезоні 1985/86 були виграні бронзові медалі чемпіонату ФРН. Це стало останнім успіхом «Баєра 05», а наступного року клуб покинув і Фельдкамп. 
1987 року був запрошений керівництвом клубу «Айнтрахт» очолити його команду, з якою виграв Кубок ФРН 1987/88, після чого отримав свій перший міжнародний досвід, очолюючи єгипетський «Ісмайлі».
На початку 1990 року він повернувся на батьківщину і знову очолив «Кайзерслаутерн», який врятував від вильоту і в тому ж році він знову виграв Кубок Німеччини, здолавши у фіналі «Вердер» (3:2). А вже наступного року Фельдкамп здобув свій найбільший успіх у кар'єрі фахівця — «Кайзерслаутерн» несподівано став чемпіоном Німеччини. У сезоні 1991/92 клуб став лише п'ятим у чемпіонаті, а в Кубку європейських чемпіонів 1991/92 не зумів пробитись у груповий етап, програвши майбутньому тріумфатору змагання «Барселоні» (0:2, 3:1), після чого Фельдкамп покинув клуб.
1992 року став головним тренером турецького «Галатасарая», з яким у першому ж сезоні виграв «золотий дубль», але згодом покинув команду через проблеми зі здоров'ям і новим тренером став його помічник Райнер Гольманн.
Згодом Фельдкамп став одним з коментаторів на телеканалі ZDF, а з 1996 по 1997 рік він був у наглядовій раді «Кайзерслаутерна».
Протягом 1999 років недовго очолював тренерський штаб турецького «Бешикташа», з яким став фіналістом Кубка Туреччини. Але і цей клуб змушений був покинути через проблеми зі здоров'ям, залишивши наступником свого асистента Ганса-Петера Брігеля.
У сезоні 2007/08 Фельдкамп повернувся після восьмирічної перерви до тренерської роботи, ставши головним тренером турецького клубу «Галатасарай». 5 квітня 2008 року він подав у відставку через ряд конфліктів з командою. Втім вже 26 листопада 2008 року він повернувся в «Галатасарай» і працював технічним директором до 27 травня 2009 року.

## Титули і досягнення
- Чемпіон ФРН (1):

«Кайзерслаутерн»: 1990–91
- Володар Кубка ФРН (3):

«Баєр 05 Юрдінген»: 1984–85
«Айнтрахт»: 1987–88
«Кайзерслаутерн»: 1989–90
- Володар Суперкубка Німеччини (1):

«Кайзерслаутерн»: 1991
- Чемпіон Туреччини (1):

«Галатасарай»: 1992–93
- Володар Кубка Туреччини (1):

«Галатасарай»: 1992–93